# 장유정
장유정(1976년~)은 대한민국의 영화감독, 뮤지컬 연출가이다.
한국예술종합학교 연극원에서 연출을 전공하고 2002년 《송산야화》로 극작가로 데뷔했다.
2018년 평창 동계 올림픽 폐회식을 연출했다.

## 학력사항
- 한국예술종합학교 연출과
- 고려대학교 언론대학원 영상전공

## 작품

### 영화
- 2010년 김종욱 찾기
- 2017년 부라더
- 2020년 정직한 후보

### TV 출연
- 2016년 JTBC 《말하는대로》- 1회 게스트

### 뮤지컬
- 2002년 《송산야화》 ... 대본
- 2003년 《김종욱 찾기》 ... 대본, 작사
- 2005년 《오! 당신이 잠든 사이》 ... 대본, 작사, 연출[4][5]
- 2006년 《이(爾)》 작사[6]
- 2006년 《키스 미 타이거》... 작 / 연출
- 2008년 《형제는 용감했다》 대본, 연출[7]
- 2010년 《금발이 너무해》 ... 연출
- 2013년 《그날들》 ... 극작•연출
- 2014년 《그날들》 ... 극작•연출
- 2016년 《그날들》 ... 극작•연출
- 2019년 《그날들》 ... 극작•연출[8]
- 2020년~2021년 《그날들》 ... 극작•연출

### 연극
- 2007년 《멜로드라마》[9][10]

### 저서
- 《김종욱 찾기》 2010년 11월 ISBN 9788901115009
- 《오 당신이 잠든 사이》 2007년 12월 ISBN 9788925516004

## 수상 내역
- 2006	제12회 한국뮤지컬대상 작가상
- 2006	제12회 한국뮤지컬대상 최우수작품상
- 2007	제1회 더 뮤지컬 어워즈 작사, 극본상
- 2008	오늘의 젊은 예술가상
- 2009	제3회 더 뮤지컬 어워즈 작사, 극본상
- 2013.6 제7회 더 뮤지컬 어워즈 극본상
- 2013.10 제19회 한국뮤지컬대상 시상식 연출상